# Maroslele oktatástörténete
Maroslele településen az 1830-as évek közepétől létezik szervezett oktatás. Az első időkben a tanítás nehéz körülmények között szerveződött meg.  Az iskolai oktatást a katolikus egyház Csanádi püspöksége támogatta és felügyelte. A tanítók beszámolói ez időben megemlítették, hogy a diákok sokat hiányoznak, és az iskolába járást a gyakori árvizek nehezítik. Igazi változás az Eötvös József-féle 1868. évi népiskolai törvény, majd Lele település községgé válása, 1872 után következett be. Dessewffy Sándor csanádi püspök 1895-ben kibővíttette a maroslelei iskolát és tanítói lakást építtetett. 1927-ben, gróf Klebelsberg Kuno vallás- és közoktatásügyi miniszter iskolaépítési programja során tovább bővült az iskola épülete. 1950-ben az intézményt államosították, fenntartója 1990-ig a községi tanács volt. A rendszerváltozás után, 1990 és 2012 között Maroslele önkormányzata üzemeltette az iskolát, amely 1986-tól a Maroslelei Általános Művelődési Központ részeként működött. 2012. szeptember 1-től a Maroslelei Általános Iskola működtetését a Klebelsberg Intézményfenntartó Központ vette át.

## A kezdetektől 1944-ig

### Az első tanítók

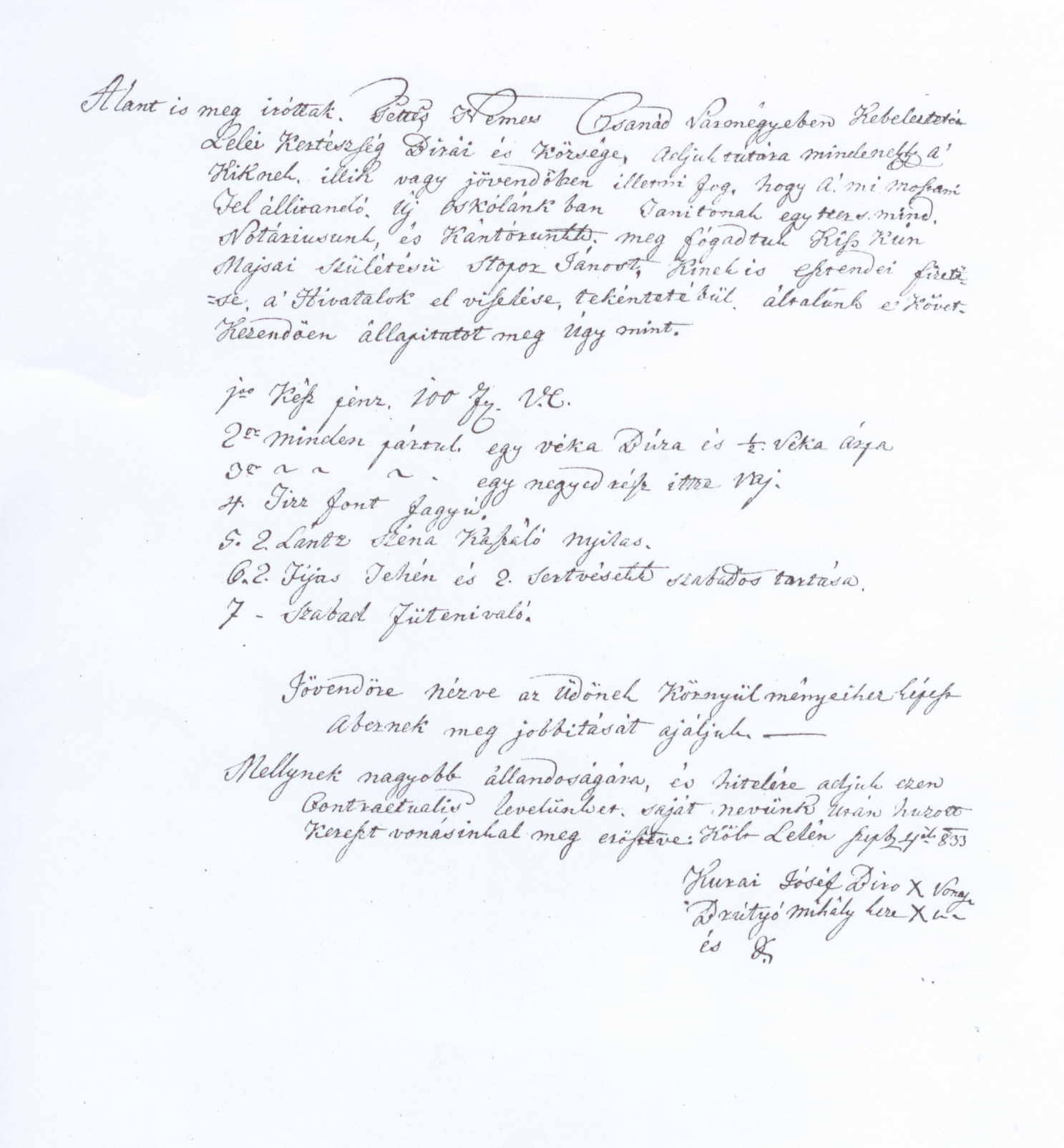
Maroslelei elöljárók levele 1833-ból, melyben az "Új Oskoláról" tesznek említést

A lelei iskolával kapcsolatos első említés 1833-ből származik. Egy levél tanúskodik arról, hogy Lele elöljárósága egyezkedett Sztopor Jánossal, aki a tanítói, nótáriusi és kántori feladatokat vállalt a kertészközségben. Sztopor Jánossal a szerződés is fennmaradt; száz forint mellett főleg természetbeni fizetségért dolgozott. Az elöljárók büszkén említik a levélben, hogy Sztopornak a „most felállítandó Új Oskolában” kell tanítania. Az elkészült és működni kezdett iskolában folyó munkát a katolikus egyház felügyelte. 1835-ből származik az az irat, amelyben Sztopor János jelentést tesz makói esperesnek az „Oskola állapotjáról”. Ebből kiderül, hogy 32 tanulóval dolgozik heti 25 órában; 20 gyerek szorgalmasan, míg 12 „resten” tanul. A tanító arról is panaszkodik, hogy sok a kimaradt gyerek. 

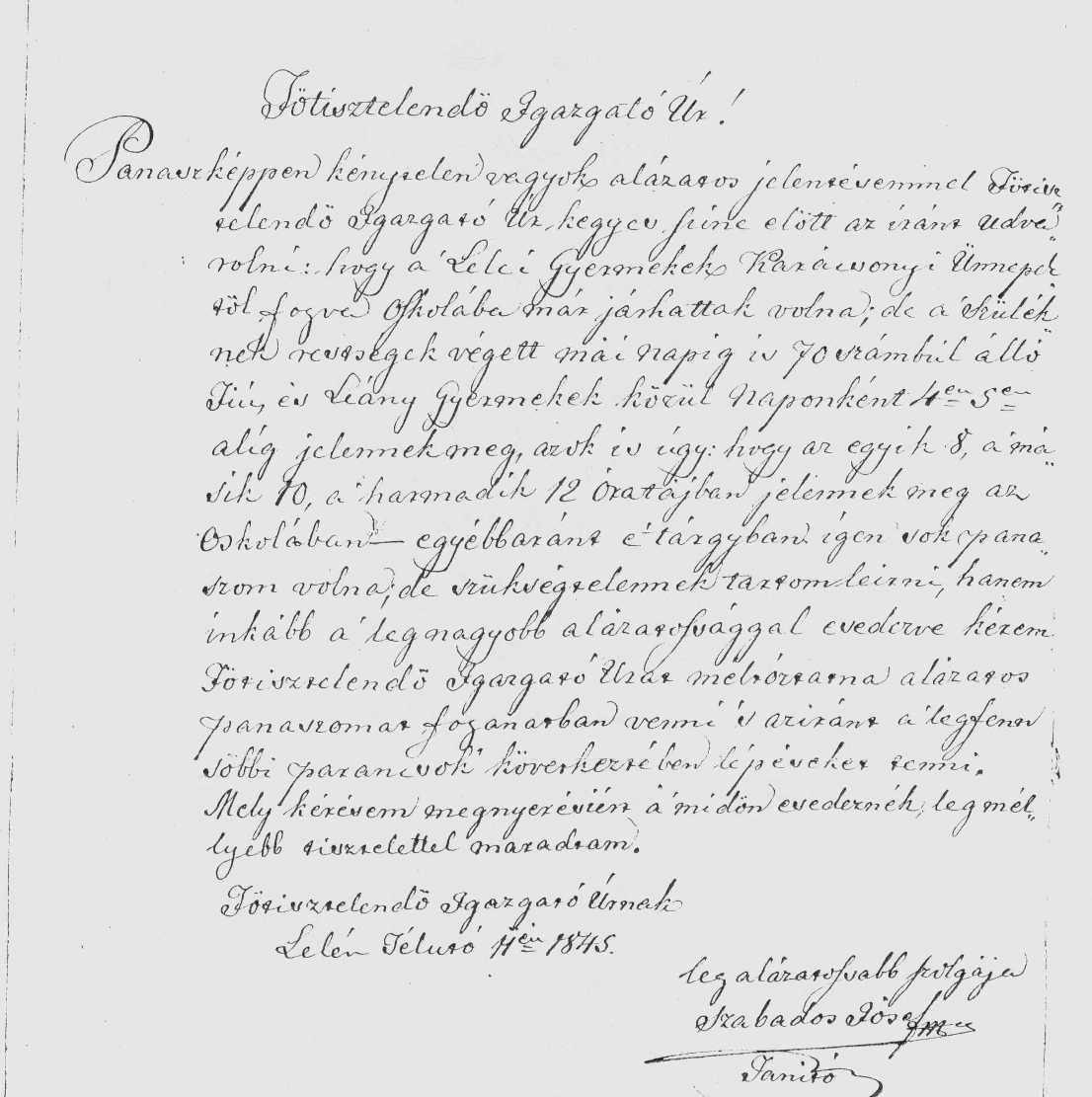
Szabados József maroslelei tanító panaszos levele a makói esperesnek 1845-ből

1842-ben már Szabados József, képzett tanító tevékenykedett a faluban. Tőle maradt fenn a Matériák rendje című vizsgarend 1842-ből. A tanító munkája nehéz körülmények között folyt, 1845-ben kelt panaszos levelében említi, hogy alig 4-5 gyerek jár az órákra, és kéri a makói esperest, hogy intse meg a „rest” szülőket. Gyakran az időjárási körülmények is nehezítették a tanítást. Mint Szabados írja, az árvizek miatt nem tudnak iskolába jönni a tanulók. Rozsnyai János, Maroslele monográfusa úgy véli, a hiányzások oka gyakran inkább az volt, hogy a szülőknek kellett a gyerekek segítsége is a munkaigényes dohánytermesztésnél. Szabados József még abban az évben el is hagyta Lelét, és Mednyánszkiházára került jegyzőnek.
1850-től 1855-ig a sorozatos árvizek és a tanítóhiány miatt nem tudott beindulni az iskola.

### Az újraindult iskola
1855-ben Turfirth Máté tanító – szakmája szerint bognár - 40 tanköteles gyermekkel indította újra az oktatást. Az 1859-es az egyházi ellenőrzés szerint 56 iskoláskorú közül csak 41 jár „tanodába”. 1863-ban Peőcz Ferenc vette át a tanítói tisztet; jól és lelkesen végezte munkáját. Az ő utódja 1872-ben Manzell Károly, képzett tanító, Makóról érkezett. Valószínűleg azért távozott, mert nem akarta ellátni a járványok idején szükséges halottvizsgálói posztot is, amelyet a makói prépost bízott a tanítóra. 1878-tól Hornyik Ferenc nevelte a lelei diákokat. 
1868-ban az Eötvös József-féle 1868. évi XXXVIII. törvénycikk (a népiskolai közoktatás tárgyában) bevezette az általános tankötelezettséget.
1876-ban iskolaszék alakult a tanító-nevelő munka segítésére. 1882-ben új épületet emeltek az iskola számára. Ez az épület alkotja kissé átalakítva a mai intézmény alsós épületének egy részét. Az új épületben Molnár István, majd 1888-tól Pottyondy Imre kezdte a tanítást.

### A 19. századi tanítás Lelén

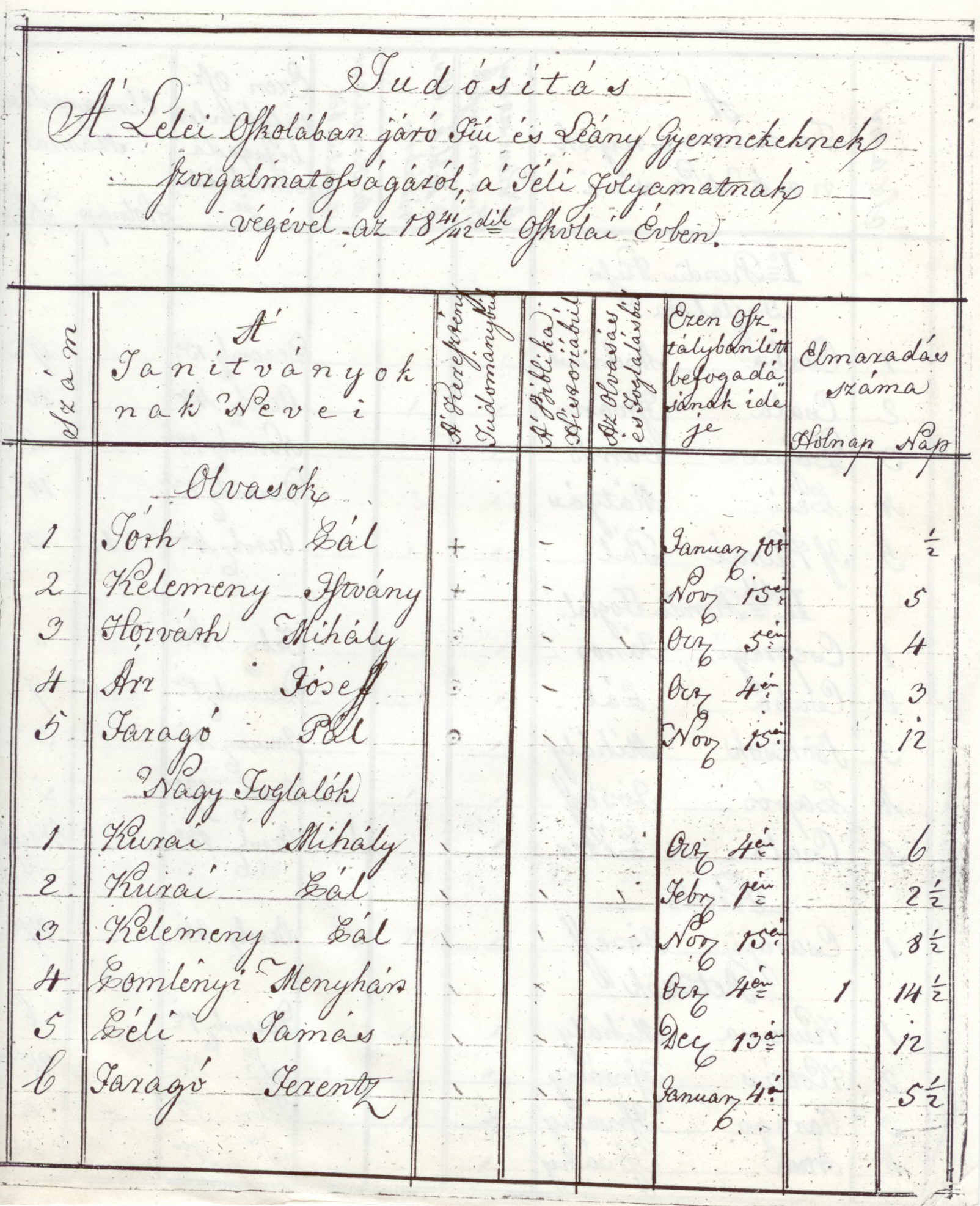
Szabados József maroslelei tanító vizsgajelentésének első lapja 1842-ből

A 19. századból számos vizsgarend és egyéb tanügyi dokumentum maradt fenn a makói esperes iratai között, amelyek megmutatják, mit és milyen eredményesen tanultak az akkori diákok. 1842-ben Szabados József tanító kimutatást készített „Mátériáknak Rendje” címmel. Ebből kiderül, hogy 1841-ben az 59 lelei iskoláskorú gyerekből 42-en kezdték meg az iskolát, a tanév folyamán 8 diák abbahagyta a tanulást. A „Téli Folyamat”, ami az első félévnek tekinthető, január 24-én vizsgával ért véget. A „Keresztény Tudomány”, a „Biblia História”, a „Betűesméret”, a „Számvetés” voltak azok a tantárgyak, amelyekben jártasságukról számot kellett adni a tanulóknak, akiket 3 osztályba soroltak; úgy mint „Olvasók”, „Foglalók”, „Betűesmérők”.
Egy 1878-as kimutatás részletesebben ismerteti, hogy mit tanultak a lelei iskolások. Az iratból kitűnik, hogy az oktatás fejlődésen ment át: míg az 1842-es dokumentum csak 4 tantárgyat nevez meg, addig az utóbbi már a maival részben megegyező tantárgyszerkezetet mutat be. 1878-ban  Hornyik Ferenc tanító a gyerekeket 3 osztályba osztotta. Hittant, bibliaismeretet, olvasást, nyelvtant, történelmet, földrajzot és számtant tanultak. Az első osztályosokat kisebb csoportokra bontották: voltak kezdők, szótagolók és haladók. 
Történelmet csak a második és harmadik osztályosok tanultak. A tananyag a honfoglalástól a vegyes házakból származott királyokig tartott. Földrajzból Magyarország határait, folyóit, tavait, csatornáit, Erdélyt, Csanád megyét és Budapestet ismerhették meg a tanító szavaiból. Számtanból a harmadik osztály végére jól kellett használniuk a négy alapműveletet. Három évvel később, 1881-ben hiányzott a tantárgyak közül a történelem, volt viszont ének és szavalás. A gyerekeket jeles, jó, elégséges értékeléssel zárta le a tanító, elégtelen osztályzat nem volt.

### Az oktatás 1944-ig
1898-tól 1934-ig Inczédy Ágoston kántortanító látta el a lelei oktatást, aki mellé 1906-ban Bálint András kerül segédtanítónak. Ők ketten voltak a lelei oktatás meghatározó pedagógus egyéniségei a 20. század elején.
1895-ben Dessewffy Sándor csanádi püspök jóvoltából az iskolához épült egy második  tanterem (a térre néző mai épület templom felőli része) és egy tanítói lakás. 1913-ban újabb tanterem épült ahol református lelkésztanító dolgozott. 1927-ben újabb épülettel egészült ki az iskola. Ebben az évben került az intézménybe az első tanítónő, Nacsa Etelka. 1930-ban a katolikus felekezeti iskola 6 osztályos volt, benne 5 tanerő dolgozott. 1934-35-ben a gyerekek száma 356. Az év végi zárójelentés szerint magas volt a hiányzások száma: 356 tanuló 15 076 napot hiányzott, 4148 napot igazolatlanul.
1943-44-ben az iskola 7 évfolyamos lett. Elsőtől negyedikig koedukáltan tanítottak, és a harmadik és negyedik osztályt össze is vonták. Az 5-7. osztályban viszont külön tanították a fiúkat és a lányokat. A front 1944-ben vonult át Lelén (akkor: Püspöklele). Abban az évben már március 31-én befejezték a tanévet.

## Külső hivatkozások
- Maroslele hivatalos honlapja
- A Maroslele Okos Falu projekt oldala, 2013.
- 180 éves a maroslelei oktatás Archiválva 2015. szeptember 23-i dátummal a Wayback Machine-ben